# Igreja de Catarina (Estocolmo)
Igreja de Catarina (em sueco): Katarina kyrka) é uma das principais igrejas da cidade de Estocolmo.. O seu nome deve-se à Princesa Catarina da Suécia, meia-irmã do Rei Gustavo II Adolfo e mãe do Rei Carlos X Gustavo, que foi responsável pela construção do santuário. O edifício foi construído pela primeira vez entre 1656 e 1695 segundo um projeto de Jean de la Vallée e depois reconstruído duas vezes após ter sido destruído por um incêndio (a última vez na década de 1990).

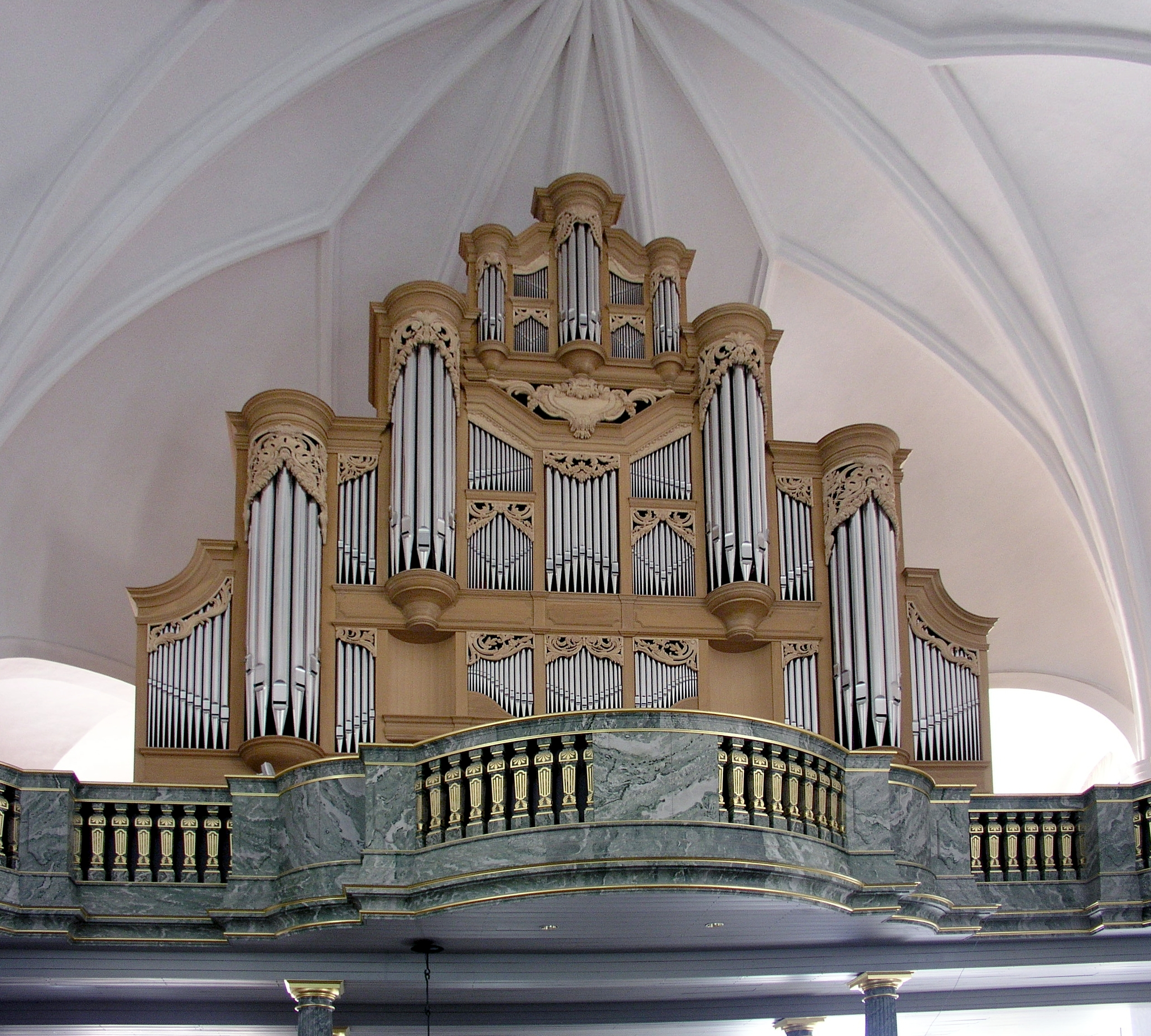
Os órgãos.